# Assalto finale
Assalto finale (A Time for Killing) è un film western statunitense del 1967 diretto da Phil Karlson e Roger Corman (non accreditato). È basato sul romanzo The Southern Blade di Nelson Wolford e Shirley Wolford.

## Trama
Poco prima della fine della guerra civile, alcuni soldati confederati, capitanati da Dorrit Bentley, fuggono da una prigione dell'Union Army comandata dal Maggiore Tom Wolcott e si dirigono verso la frontiera con il Messico.
Lungo la strada, si imbattono in un convoglio nordista e ne uccidono tutti i componenti prendendo in ostaggio Emily, la donna di Wolcott. Bentley continua la fuga e i fuggitivi giungono ad una fazenda. Qui trovano e uccidono un messo militare nordista con la notizia che la guerra è finita. Però Bentley continua la sua guerra personale contro i nordisti facendo credere ai compagni che la guerra non è ancora finita. E approfittando della situazione violenta Emily. Poi riprende la fuga lasciando Emily che viene così liberata da Woicott. Che reso furioso da quanto apprende continua l'inseguimento, tantopiù che Emily non lo informa della fine della guerra. I fuggitivi arrivano in Messico al sicuro, ma Woicott sconfina e li raggiunge. Nello scontro finale muoiono sia i soldati nordisti che i fuggitivi sudisti, alcuni dei quali morendo accusano Bentley di averli rovinati per la sua guerra personale. Alla fine Woicott ferisce mortalmente Bentley ma questo prima di morire rivela che Emily sapeva della fine della guerra. Woicott quindi comprende di aver fatto l'inseguimento e sconfinato illegalmente, e ciò crea un dissidio (non risolto nel film) con Emily.

## Produzione
Il film fu prodotto dalla Columbia Pictures Corporation, diretto dal prolifico regista e produttore Roger Corman e girato a Kanab e Springdale, nello Utah, e a Tucson, Arizona. È il primo film in cui è accreditato Harrison Ford (con il nome Harrison J. Ford).

## Distribuzione
Alcune delle uscite internazionali sono state:
- 1º novembre 1967 negli Stati Uniti (A Time for Killing)
- agosto 1967 in Austria (Der gnadenlose Ritt)
- 15 agosto 1967 in Germania Ovest (Der gnadenlose Ritt)
- 25 agosto 1967 in Finlandia (Takaa-ajetut)
- 11 marzo 1968 in Spagna (La cabalgada de los malditos)
- 25 marzo 1968 in Svezia
- 10 febbraio 1969 in Danimarca (Hævnens kommando)
- marzo 1969 in Turchia (Uzun takip)
- in Italia (Assalto finale)
- in Portogallo (Batalha Sem Regresso)
- in Grecia (Efodos sto frourio tou thanatou)
- in Argentina (Furia sin freno)
- in Francia (La poursuite des tuniques bleues)
- nel Regno Unito (The Long Ride Home)

## Promozione
La tagline è: "Two violent men... and a violated woman!" ("Due uomini violenti ... e una donna violata!").